# Joseph Mark Siegel
Edward James Burns (Joliet, 18 luglio 1963) è un vescovo cattolico statunitense, dal 18 ottobre 2017 vescovo di Evansville.

## Biografia
Joseph Mark Siegel è nato a Joliet il 18 luglio 1963 ed è il nono e ultimo figlio di Francis e Marie Siegel. È stato battezzato nella cattedrale di San Raimondo Nonnato a Joliet ed è cresciuto in una fattoria a Lockport.

### Formazione e ministero sacerdotale
Ha frequentato la Saint Charles Borromeo Seminary High School a Lockport dal 1977 al 1980 e poi il Joliet Junior College. Nel 1984 ha conseguito un Bachelor of Arts summa cum laude in storia presso il Saint Meinrad Seminary College e poi è stato inviato a Roma per proseguire gli studi. Ha preso residenza nel Pontificio collegio americano del Nord. Nel 1987 ha conseguito il baccalaureato in teologia presso la Pontificia Università Gregoriana. Ha seguito anche alcuni corsi alla Pontificia università "San Tommaso d'Aquino". Nel 1990 ha ottenuto la licenza in teologia sistematica presso l'University of Saint Mary of the Lake a Mundelein.
Il 14 aprile 1988 è stato ordinato diacono nella basilica di San Pietro in Vaticano dal cardinale William Wakefield Baum. Il 4 giugno dello stesso anno è stato ordinato presbitero per la diocesi di Joliet da monsignor Joseph Leopold Imesch. In seguito è stato vicario parrocchiale della parrocchia di Sant'Isidoro a Bloomingdale dal 1988 al 1994, della parrocchia di Santa Maria a Plainfield dal 1994 al 1998, della parrocchia della Natività di Maria a Joliet dal 1998 al 2000 e della parrocchia della cattedrale di San Raimondo Nonnato a Joliet e cerimoniere vescovile dal 2000 al 2004; parroco della parrocchia della Visitazione a Elmhurst dal 2004 al giugno del 2010 e decano della parte orientale della contea di Will. È stato anche membro del consiglio presbiterale per nove anni, presidente dello stesso per tre anni, membro del collegio dei consultori, membro del consiglio per il personale sacerdotale e presidente generale dell'Anno diocesano dell'Eucaristia.
In seno alla Conferenza cattolica dell'Illinois ha fatto parte del comitato esecutivo come rappresentante dei sacerdoti ed è stato presidente del dipartimento per la vita e membro del comitato consultivo per il rispetto della vita.

### Ministero episcopale

Stemma di monsignor Siegel come vescovo ausiliare di Joliet.

Il 28 ottobre 2009 papa Benedetto XVI lo ha nominato vescovo ausiliare di Joliet e titolare di Pupiana. Ha ricevuto l'ordinazione episcopale il 19 gennaio successivo nella cattedrale di San Raimondo Nonnato a Joliet dal vescovo di Joliet James Peter Sartain, co-consacranti il vescovo emerito della stessa diocesi Joseph Leopold Imesch e il vescovo di Venice Frank Joseph Dewane.
Ha prestato servizio come vicario generale dal giugno del 2010, direttore della formazione permanente del clero, vicepresidente del consiglio di amministrazione di Joliet Catholic Charities e membro di diversi comitati e consigli diocesani. Dal 3 dicembre 2010 al 14 luglio 2011 è stato amministratore diocesano di Joliet.
Nel febbraio del 2012 ha compiuto la visita ad limina.
Il 18 ottobre 2017 papa Francesco lo ha nominato vescovo di Evansville. Ha preso possesso della diocesi il 15 dicembre successivo.
Nel dicembre del 2019 ha compiuto una seconda visita ad limina.
In seno alla Conferenza dei vescovi cattolici degli Stati Uniti è membro del comitato per il culto divino. In precedenza è stato presidente della regione ecclesiastica VII e rappresentante della stessa nel consiglio di amministrazione del Pontificio collegio americano del Nord.
È membro di quarto grado dei Cavalieri di Colombo ed è stato cappellano di Stato dell'Illinois dal 2009. È stato anche alto direttore spirituale dell'Ordine Cattolico dei Forestali dal 2017.
Oltre all'inglese conosce lo spagnolo e l'italiano.

## Genealogia episcopale
La genealogia episcopale è:
- Cardinale Scipione Rebiba
- Cardinale Giulio Antonio Santori
- Cardinale Girolamo Bernerio, O.P.
- Arcivescovo Galeazzo Sanvitale
- Cardinale Ludovico Ludovisi
- Cardinale Luigi Caetani
- Cardinale Ulderico Carpegna
- Cardinale Paluzzo Paluzzi Altieri degli Albertoni
- Papa Benedetto XIII
- Papa Benedetto XIV
- Cardinale Enrico Enriquez
- Arcivescovo Manuel Quintano Bonifaz
- Cardinale Buenaventura Córdoba Espinosa de la Cerda
- Cardinale Giuseppe Maria Doria Pamphilj
- Papa Pio VIII
- Papa Pio IX
- Cardinale Alessandro Franchi
- Cardinale Giovanni Simeoni
- Cardinale Antonio Agliardi
- Cardinale Basilio Pompilj
- Cardinale Adeodato Piazza, O.C.D.
- Cardinale Egidio Vagnozzi
- Arcivescovo Charles Alexander Kazimieras Salatka
- Arcivescovo Eusebius Joseph Beltran
- Vescovo James Peter Sartain
- Vescovo Joseph Mark Siegel

## Araldica
| Stemma | Titolare                                 | Descrizione |
|        | Joseph Mark Siegel Vescovo di Evansville | Partito: al primo d'argento alla gemella ondata abbassata d'azzurro, al capo merlato dello stesso, al crescente montante del primo; al secondo, troncato cucito in scaglione: al primo di rosso, alla rosa doppia del campo e d'argento, punteggiata di verde e al leone rampante d'argento; al secondo d'azzurro alla croce ancorata d'oro sormontata da due gigli dello stesso. Ornamenti esteriori da vescovo. Motto "In te Domine speravi". |